# DeetosSnel
DeetosSnel is een Nederlandse korfbalvereniging uit Dordrecht, die is voortgekomen uit een fusie tussen Deetos en DCKC Snel.

## Deetos
Op 11 juli 1919 werd in het Oranjehotel aan de Vest besloten tot een fusie tussen de verenigingen DORDT en, het inmiddels eerste klasse spelende, E.D.N. Over de nieuwe kleding waren de bestuurders het al snel eens: verticaal gestreept rood-wit-rood shirt en zwarte broek/rok. De keuze van de naam van de nieuwe vereniging nam meer tijd in beslag. Dit kwam met name omdat het een fusie betrof en geen overname van DORDT door het grotere E.D.N. Uiteindelijk viel de keus op DORDT en E.D.N. ter overwinning saam, afgekort DEETOS.

In hun historie werd de club zeven keer kampioen op het veld en vijf keer in de zaal. Een van de bekendste spelers van DEETOS is Hans Leeuwenhoek. Hij verwierf nationale bekendheid door in de Europacup-finale op 4 januari 1992 tegen het Belgische Catba (18-18 na verlenging) een middelvinger op te steken naar een tegenspeler. Dit gebeurde tijdens het nemen van de strafworpen. 

### Erelijst DEETOS
Landskampioen veld (7 maal)
1921, 1922, 1929, 1932, 1941, 1943, 1999
Landskampioen zaal (5 maal)
1980, 1991, 1993, 1994, 1995
Europacup (3 maal)
1993, 1994, 1996

## Snel
Op 23 november 1919 wordt de club in eerste instantie opgericht als Dordtsche Christelijke H.B.S. Club. De eerste thuisbasis was een weiland in de Dordtse wijk Crabbehof en de allereerste wedstrijd op 27 maart 1920 werd verloren. In 1921 kreeg de korfbalclub een eigen bestuur en werd de naam veranderd in Dordtsche Christelijke H.B.S. korfbal club “Snel”. Na aansluiting bij de Christelijke Korfbalbond in de jaren '20 worden de eerste competitiewedstrijden gespeeld in het bestaan van de club. In 1925 wordt Snel Bondskampioen van de CKB. De twee daaropvolgende jaren wordt het opnieuw kampioen. In 1928 pakt Snel de eerste landstitel en in 1930 werd de club opnieuw kampioen door het Leidse Pernix te verslaan. Er was een beslissingswedstrijd nodig die op 27 september 1930 gespeeld werd op het terrein van Neerlandia in Delft. Deze wedstrijd werd echter 7 minuten voor tijd bij een 3-3 stand gestaakt wegens onweer en een wolkbreuk. Op 18 oktober 1930 werd de wedstrijd opnieuw gespeeld in Rotterdam en won Snel met 4-2.
Na de oorlogsjaren verhuisde de club naar de Patersweg. In 1964 werd nog de Hoofdklasse gehaald en eind jaren 60 speelde de club nog in de Overgangsklasse. Daarna werden wisselende resultaten geboekt in de competitie. In 1988 werd er nog één hoogtepunt beleefd. Het hoogste juniorenteam haalde de zaalfinale en speelde tegen DEETOS waarin laatstgenoemde club won. Vanaf 1996 trok de Dordtse volleybalvereniging Ekspalvo in het sportcomplex Schenkeldijk en realiseerden beide verenigingen een eigen sporthal; Sporthal De Dijk. Sindsdien gaat het bergafwaarts met Snel. Veel leden vertrekken naar een andere club en de samenwerking met Ekspalvo verloopt uiterst moeizaam waardoor de club noodgedwongen op zoek moet naar een fusiepartner. CKV Oranje Wit leek vanwege haar Christelijke achtergrond de ideale fusiepartner. Maar na meerdere gesprekken met andere clubs kwam Deetos er toch als beste optie uit.

### Erelijst Snel
Landskampioen veld (2 maal)
1928, 1930
Bondskampioen veld (3 maal)
1925, 1926, 1927

## Supporters
De club heeft een zeer fanatieke supportersschare welke bekendstaan onder de naam Deetos Hooligans. De term 'hooligans' is echter een ludieke term aangezien deze supporters het tegenovergestelde zijn van wat normaliter onder hooligans wordt verstaan. In 2006 riep het KNKV de Deetos Hooligans uit tot Supporters van het Jaar.